# منطقه شکارممنوع ستبله

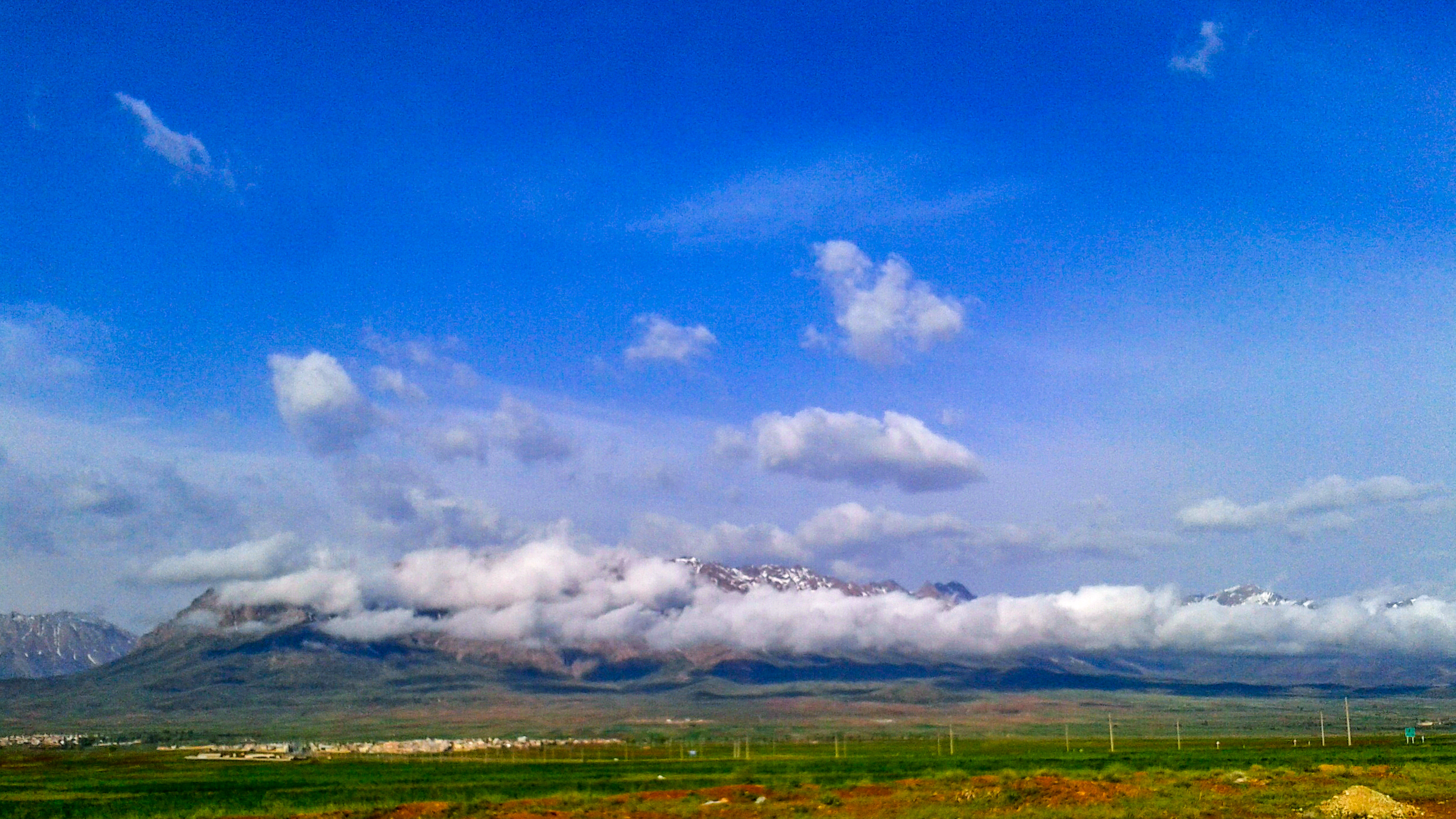
دورنمای خط الراس دیدتسِر-ساتاپله از سمت شمال شرقی

منطقه شکارممنوع ستبله در شهرستان‌های بوئین و میاندشت و فریدون‌شهر استان اصفهان قرار دارد. این منطقه با وسعت ۲۱٬۸۱۵ هکتار از سال ۱۳۹۰ محافظت می‌شود. عمده‌ترین گونه‌های حیات وحش این منطقه بز وحشی، خرس قهوه‌ای، گرگ، روباه، شغال، گراز، کبک، عقاب، شاهین، دلیجه، کفتار راه‌راه و راسو است.